# Перу на літніх Олімпійських іграх 1900
Перу брало участь на літніх Олімпійських іграх 1900 і було представлене одним спортсменом у фехтуванні, який не виграв жодної медалі. Однак МОК офіційно не включає до списку країн-учасниць цю державу, тому дебютним виступом вважається 1936 рік.

## Результати змагань

### Фехтування
Карлос де Кандамо у змаганнях із рапірами пройшов перший раунд за рішенням шурі, так само як і чвертьфінал проти Альбера Каена та додатковий раунд із Анрі Массоном, посівши 25-34 місце.
У змаганнях зі шпагами не пройшов перший раунд, посівши 35-104 місце.
| Змагання | Спортсмен         | Перший раунд | Чвертьфінал | Додатковий раунд | Півфінал   | Фінал      | Втішний фінал |
| Змагання | Спортсмен         | Місце        | Місце       | Місце            | Місце      | Місце      | Місце         |
| -------- | ----------------- | ------------ | ----------- | ---------------- | ---------- | ---------- | ------------- |
| Шпага    | Карлос де Кандамо | 3-6          |             |                  | не пройшов | не пройшов |               |
| Рапіра   | Карлос де Кандамо | пройшов      | вибув       | не пройшов       | не пройшов | не пройшов | не пройшов    |

### Коментар
1. 1 2 3  за рішенням шурі